# Ингал, Владимир Иосифович
Владимир Иосифович Инга́л (16 [29] марта 1901, Екатеринодар — 29 марта 1966, Ленинград) — советский скульптор, педагог. Заслуженный деятель искусств РСФСР (1957), член-корреспондент АХ СССР (1958), профессор. Лауреат Сталинской премии 2-й степени (1941).

## Биография
Родился 16 (29) марта 1901 года в Екатеринодаре (ныне Краснодар) в семье врача Иосифа Мееровича-Ноеховича (Марковича) Ингала (1873, Киев — ?) и Софии Григорьевны Вейнберг (1876—?), пианистки и преподавателя музыки. Его дед Меер Нутович Ингал (1844—?), мещанин Новоград-Волынского Волынской губернии, жил с семьёй в Киеве, был зачислен в купеческое сословие и в 1885 году поселился с семьёй на Никольской улице, № 157, в Ростове-на-Дону. В семье был ещё один сын Борис, который умер молодым от брюшного тифа.
Учился в гимназии в Москве, затем на медицинском факультете Донского университета (1918—?).
Учился в Бакинском политехническом институте, экономический факультет (1923—1926), одновременно брал уроки у скульптора С. Д. Эрьзя.
В 1926—1930 годах учился в ленинградском Высшем художественно-техническом институте у В. В. Лишева, Р. Р. Баха, В. Л. Симонова. Во время Великой Отечественной войны находился в эвакуации в Узбекистане. Член ВКП(б) с 1945 года.
В 1949—1966 годах преподавал в ЛВХПУ имени В. И. Мухиной (с 1951 года — профессор).
Умер 29 марта 1966 года. Похоронен в Санкт-Петербурге на Богословском кладбище.

## Семья
- Дядя (муж сестры отца, Анны Марковны Ингал) — присяжный поверенный Давид Абрамович Левин (1863—?), журналист, редактор и издатель, сотрудник «Юридической газеты», газет «Право» и «Речь», журнала «Восход», редактор газет «Свобода и равенство» и «Наша жизнь»; его сестра Мария была замужем за гинекологом Николаем Самуиловичем Каннегисером (братом инженера И. С. Каннегисера), а после его смерти — за переводчиком Исаем Бенедиктовичем Мандельштамом.
- Дядя — Евсей Меерович (Моисей Маркович) Ингал (1870—1942), врач морского училища в Ростове-на-Дону, был расстрелян в Змиёвской балке[6].
- Племянник — Георгий Борисович Ингал (1920—1950), переводчик с французского языка, был репрессирован (1947).
- Двоюродные братья — поэт Евгений Долматовский и автоконструктор Юрий Долматовский.
- Первая жена — Софья Абрамовна (Сура Аврумовна) Мишне (1899, Кишинёв — 1944, Москва), приходилась сестрой беспартийному делопроизводителю Военно-революционного комитета Бакинской коммуны Исаю Абрамовичу (Ицхоку Аврумовичу) Мишне (1896—1918), расстрелянному в 1918 году в составе 26 бакинских комиссаров, а также переводчику Давиду Абрамовичу Мишне (1902, Кишинёв — ?), члену Союза писателей и Союза журналистов СССР[7]; племянница дирижёра еврейского театра на идише С. М. Вайнберга, двоюродная сестра композитора М. С. Вайнберга.
  - Дочь — Кира (Жозефина) Ингал (1929—1991), филолог, автор-составитель учебных пособий по английскому языку.
- Вторая жена (1952—1966) — Галина Ивановна Ингал (урождённая Трошина).
  - Дочери — Алла Мухина (Ингал, род. 1952), Ирина Ингал (род. 1955), Марина Ингал (род. 1960).

## Творчество
С 1929 года работал преимущественно в содружестве с В. Я. Боголюбовым.
Среди их совместных работ:
- памятник В. И. Ленину в Ленинграде (1957), у входа на перрон Московского вокзала; арх. В. И. Кузнецов. Демонтирован в 1966 году, в связи с расширением вокзала, и в 1967 году установлен в Локомотивном депо Ленинград-Пассажирский-Московский Октябрьской ж.д. на Днепропетровской улице, дом 2;
- памятник памятник В. И. Ленину в Риге (1950—1991), архитектор Э. Е. Шталберг; копия скульптуры в декабре 1950 года была установлена в Ленинграде на площади Победы, а в 1969 перенесена в Зеленогорск[8]
- памятник Сталину в Ленинграде на Поклонной горе (1949)
- памятник Н. А. Римскому-Корсакову на Театральной площади в Ленинграде (1944—1948), архитектор М. А. Шепилевский[9]
- скульптурная фигура И. В. Сталина (1939)
- скульптурная фигура Г. К. Орджоникидзе (1935—1937) в Сочи
- скульптурная фигура В. П. Чкалова (1941)
- скульптурная группа «С. М. Киров и Г. К. Орджоникидзе» (1938)
- композиция «И. В. Сталин и девочка» в павильоне Таджикской ССР на ВСХВ (1939)
- скульптурная фигура «Сталин — Генералиссимус» (1945—1949)
- бюст Сталина в Риге (1950—1961)
- бюст Сталина в Павловском парке (Павловск, около 1949 года)
- памятник Ленину на площади 1905 года (Свердловск). Бронза, гранит. Архитектор А.И Прибульский. Статуя в проектную величину выполнена при участии М. П. Щеглова и И. А. Сыроежкина (1957)
- Автор надгробия на могиле В. А. Мичуриной-Самойловой
- Автор надгробия на могиле Агриппины Вагановой
- Горельеф «В. И. Ленин», Кисловодск, Красные Камни,1924 г. Выполнен совместно с Р. А. Шхияном.
- Памятник «И. В. Сталин-генералиссимус» на Поклонной горе, Ленинград, 1949, создан В. И. Ингалом (а не в содружестве с В. Я. Боголюбовым).
- Серго Орджоникидзе. Статуя. Бронза. 1937. Выполнено совместно с В. Я. Боголюбовым. Государственная Третьяковская галерея. Государственный Русский музей.
- Памятник Н. А. Римскому-Корсакову. Бронза, гранит. 1952. Выполнен совместно с В. Я. Боголюбовым, архитектор М. А. Шепилевский. Санкт-Петербург (Ленинград), Театральная площадь.
- Надгробный памятник В. А. Мичуриной-Самойловой. Бронза, гранит. Выполнен при участии Л. Ф. Фроловой-Багреевой. Архитектор Ю. Н. Смирнов. Санкт-Петербург (Ленинград), некрополь мастеров искусств Александро-Невской лавры. 1951 г.
- Надгробный памятник А. Я. Вагановой. Бронза, гранит. Санкт-Петербург (Ленинград), некрополь «Литераторские мостки».1953 г.
- Скульптурно-декоративное оформление морского вокзала в Сочи. Совместная работа и руководство коллективом молодых скульпторов (В. Н. Бельская, Р. Р. Бельский, П. П. Веселов, В. И. Гордон, Л. В. Калинин, И. А. Сыроежкин, М. П. Щеглов, Е. В. Щеглова, В. В. Чибриков) 1954—1955 г.г.
- Памятник Г. И. Шелихову. Бронза, гранит. Архитектор М. А. Шепилевский. Рыльск. 1957 г.
- Л. А. Говоров. Рабочая модель памятника для Москвы. 1960 (передана дочерьми в Музей Обороны Ленинграда).

Более подробно о творчестве В. И. Ингала можно узнать из книги А. Кудрявцева «Скульптор Владимир Иосифович Ингал», изд. «Художник РСФСР», Ленинград, 1966 г. и из книги И. А. Бродского «Вениамин Яковлевич Боголюбов, Владимир Иосифович Ингал», Государственное издательство «Искусство», Москва, 1950. Ленинград.

## Галерея

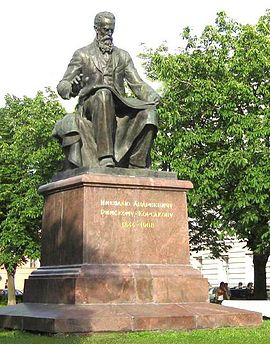
Памятник Н. А. Римскому-Корсакову
Могила Веры Мичуриной-Самойловой
Могила Вагановой на Волковском кладбище
Памятник Ленину в Риге (демонтирован). Копия в Зеленогорске

## Награды

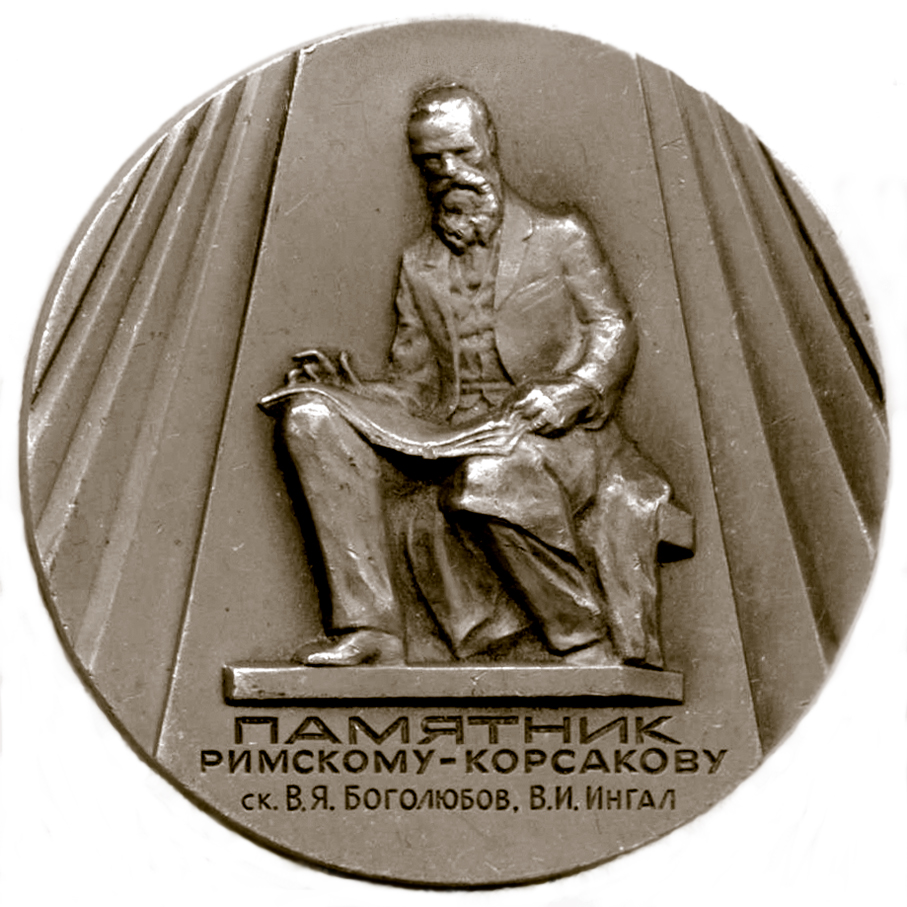
Памятная медаль.
Памятник Римскому-Корсакову.
Ск. В. Боголюбов и В. Ингал

- Сталинская премия второй степени (1941 год, совместно с В. Я. Боголюбовым) — за скульптуру Серго Орджоникидзе (1937).[10]